# Колосков, Вячеслав Иванович
Вячесла́в Ива́нович Колоско́в (род. 15 июня 1941, Москва) — советский и российский спортивный функционер, председатель Федерации футбола СССР в 1990—1991 годах; первый президент Российского футбольного союза в 1992—2005 годах, позже почётный президент. Вице-президент ФИФА в 1980—1996 годах, член исполкома ФИФА (1996—1998 и 2000—2009) и УЕФА (апрель 1994—2009). Кандидат педагогических наук, профессор.

## Происхождение
Вячеслав Колосков родился 15 июня 1941 года, за семь дней до начала Великой Отечественной войны, в Измайлове, пригороде Москвы. Предки Вячеслава Колоскова были родом из рязанского села Ибердус, где Колосковым были построены дом и сельская церковь Иоанна Предтечи.
Отец — Иван Трофимович Колосков (1913—1992), был призван на фронт в первые дни войны, и мать с двухмесячным Вячеславом была вынуждена поехать в эвакуацию на родину мужа, в Касимовский район Рязанской области (село Ибердус), где они прожили около четырёх лет, после чего вернулись в Москву. На фронте Иван Трофимович водил автомобиль с артиллерийской системой «Катюша», был контужен, победу встретил под Белградом. В конце 1945 года вернулся домой после демобилизации; был награждён шестью медалями, в том числе «За отвагу», «За взятие Будапешта», «За освобождение Белграда», «За освобождение Праги», в дальнейшем работал водителем грузовика, совершая поездки до Узбекистана.
Мать — Александра Ильинична (р. 1915), уроженка Юхновского района Калужской области, работала дворником. Также у Вячеслава было четверо дядей, двое из которых погибли на войне (лётчик Илья Трофимович и танкист Николай Трофимович), и брат Илья.

## Ранние годы
В детстве Вячеслав проживал в Измайловском районе Москвы в двухэтажном бараке: по словам Колоскова, это был «один из самых бандитских районов в Москве», а среди его соседей было много рецидивистов, сидевших за воровство, ограбления и убийства. С детства Слава играл в футбол во дворе; с профессиональным футболом познакомился в 9-летнем возрасте на стадионе «Трудовые резервы». Был зачислен в футбольную секцию «Юность» в Измайловском парке, а оттуда попал в ДЮСШ при команде «Крылья Советов» (авиазавод № 45); через два года дебютировал в чемпионате Москвы за команду мальчиков «Метеор», относившейся к тому же авиазаводу. Окончил школу № 441 в 1958 году, позже ушёл работать на завод торгового машиностроения слесарем-инструментальщиком и стал учеником электромонтажника. Вячеслав выступал как за футбольную команду завода, так и за клуб «Красная заря» при одноимённой ткацкой фабрике, параллельно занимаясь лыжным спортом и получив к тому моменту третий разряд.
Воинскую службу Колосков проходил связистом-радиорелейщиком в спортивной роте Таманской дивизии, за которую играл в футбол и хоккей на первенство Московского военного округа. Помимо этого, выступал за звенигородский «Спартак» и за команду 4-й гвардейской танковой дивизии (личный состав из Алабино). На третьем году службы успешно сдал вступительные экзамены в Государственный институт физкультуры (ГЦОЛИФК), после чего был досрочно демобилизован. В институте Колосков выступал за основную команду по футболу «Буревестник», которая на протяжении четырёх лет выигрывала почти все соревнования со своим участием. В одной команде с Колосковым играли будущие звёзды футбола Вадим Никонов и Юрий Савченко (последний забил победный гол в финале Кубка СССР по футболу 1968 года, не менее известный и в судействе). Вячеслав также играл в чемпионате Москвы за «Крылья Советов» на позиции центрального защитника и полузащитника: он выступил в одном из первых матчей Эдуарда Стрельцова (команда завода ЗИЛ) после его возвращения из лагерей, причём Стрельцов даже забил гол, обыграв Колоскова. Зимой он играл в хоккей с шайбой за вторую сборную института, также выступавшую в первенстве Москвы.

## Научная деятельность
Колосков обучался в ГЦОЛИФК на педагогическом факультете по специальности «футбол-хоккей» и был заметной фигурой: являлся активистом «Школы молодых учёных», заместителем секретаря председателя комитета ВЛКСМ института по оргработе, участвовал в КВН и был членом студенческого стройотряда, ездил с другими студентами организовывать спортивную работу в Северном Казахстане (работал учителем физкультуры в городе Смирнов). Он окончил ГЦОЛИФК с красным дипломом, после чего в 1967 году был приглашён командой «Труд» из Ногинска (чемпионат класса «Б»). Однако 26-летнего Колоскова убедили отказаться от карьеры профессионального игрока: заведующий кафедрой футбола и хоккея, один из первых теоретиков советского футбола Михаил Товаровский предложил ему место в аспирантуре на кафедре и должность помощника Павла Савостьянова, старшего преподавателя.
На кафедре Колосков вёл практическую работу, обучая группу из 12 футболистов и 13 хоккеистов. В это время у Колоскова появился интерес к вопросам улучшения спортивных показателей научными способами. Тренер Анатолий Тарасов, один из учеников Товаровского, предложил Колоскову сосредоточиться на хоккее, по теории которого в СССР тогда ещё не существовало ни одной диссертации — тогда ещё никто не умел управлять спортивной формой хоккеистов так, чтобы её пик приходился на самые ответственные турниры. Научным руководителем Колоскова был назначен доктор педагогических наук, профессор Лев Матвеев. В качестве экспериментальной группы была взята команда ЦСКА, имевшая в составе многих известных игроков — Александра Рагулина, Анатолия Фирсова, Бориса Михайлова, Валерия Харламова, Владимира Петрова; с методикой исследований Колосков определился после того, как появилась информация (весна 1972) о проведении Суперсерии СССР — Канада 1972 года. На тренировках и играх к хоккеистам прикреплялись специальные приборы для исследований, причём Тарасов всегда требовал от игроков выкладываться полностью на тренировках и выполнять все рекомендации Колоскова. Всего Колосков оценивал около 400 упражнений по атлетизму вне льда и более 200 на льду, анализируя потребление кислорода. С Тарасовым он поддерживал хорошие отношения и вне хоккейных матчей и тренировок.
Во время пребывания в Саратове Колосков в разговоре с Тарасовым сказал, что собирается уйти в клуб «Крылья Советов», старшим тренером которого тогда был Борис Кулагин, на пост научного руководителя — Колосков объяснил, что должен провести аналогичные исследования методик с командой, идущей в середине турнирной таблицы. Тарасов согласился отпустить Колоскова. В сезоне 1972/1973 года во время сбора в Кисловодске Колосков впервые в СССР реализовал так называемую методику круговых тренировок для команды, когда один из видов упражнений органично переходил в другой. По итогам сезона «Крылья» стали бронзовыми призёрами чемпионата СССР, однако Колосков продолжил свою научную работу — приборы для исследований прикреплялись уже к лидерам «Крыльев». Итогом работы стала победа «Крыльев» в чемпионате СССР сезона 1973/1974 и в Кубке СССР. По итогам исследования Колосковым была впервые получена так называемая энергетическая стоимость упражнений, применяемых в хоккее (150—200 упражнений по атлетизму и около 100 различных комбинаций на льду). Благодаря исследованиям появилась возможность планировать весь годичный цикл хоккейных тренировок.
Осенью 1974 года Колосков защитил успешно диссертацию на тему «Исследование условий сохранения высокой игровой работоспособности в длительном соревновательном периоде» и получил степень кандидата педагогических наук: официальным оппонентом стал хоккейный тренер Аркадий Чернышёв, долгое время работавший с Анатолием Тарасовым. По итогам защиты Чернышёв назвал работу Колоскова первой диссертацией по хоккею, находящей практическое применение в работе тренеров. На основе этой работы в дальнейшем Колосков выпустил две монографии в соавторстве с В. П. Климиным.

## Деятельность в Спорткомитете СССР

### Хоккей с шайбой
В конце 1974 года Валентин Сыч, занимавший пост начальника Управления зимних видов спорта Спорткомитета СССР, пригласил Вячеслава Ивановича на пост тренера-методиста в отделе хоккея (позже управлении хоккея) по рекомендации Бориса Кулагина. Колосков тотчас же согласился, став начальником отдела хоккея и взяв на себя вопросы методики, планирования и науки, а также подготовку клубов и национальных сборных.
Под руководством Колоскова появились комплексно-научные группы при хоккейных клубах СССР и национальной сборной, которые изучали методы поддержания функционального состояния команды, вопросы питания и медицинского обеспечения. В 1975 году Колосков входил в делегацию сборной СССР на чемпионате мира в Германии как гостренер и заместитель Сыча: ему пришлось урегулировать проблему с экипировкой от компании Adidas, которую без разрешения Сыча приобрёл для команды Анатолий Сеглин, администратор сборной, а также скидываться на сувениры для советской сборной (после победного финала ряд игроков потратили все свои деньги на вечер в ресторане, куда пригласили занявших 2-е место чехов). Также участвовал в организации Суперсерии 1975/1976 и турне хоккейного ЦСКА по Северной Америке.
Хотя сборная СССР победила на зимних Олимпийских играх 1976 года, на чемпионатах мира наметился спад: в 1976 году команда стала только второй, в 1977 году — третьей. Для преодоления начавшегося кризиса Колосков добился созыва экспериментальной сборной СССР, которая в 1976 году выступила на Кубке Канады под руководством Виктора Тихонова: новая команда не только выиграла чемпионаты мира 1978 и 1979 годов, но и взяла верх на Кубке Вызова 1979 года, победив сборную звёзд НХЛ в двух встречах из трёх и выиграв последнюю со счётом 6:0.

### Футбол
В 1979 году в Звенигороде Колосков отдыхал на даче, когда туда приехала делегация Спорткомитета СССР, сообщившая ему о распоряжении председателя Спорткомитета Сергея Павлова — Колоскова решили назначить начальником управления футбола в связи с неудовлетворительными результатами национальной сборной (пропуск двух чемпионатов мира 1974 и 1978 годов и чемпионата Европы 1976 года) и необходимостью срочной подготовки команды к летним Олимпийским играм 1980 года. По инициативе Павлова Колосков убедил Константина Бескова возглавить сборную СССР в качестве главного тренера вместо Никиты Симоняна, а Николая Старостина — занять пост начальника команды. Команда не попала на чемпионат Европы 1980 года и заняла 3-е место на домашней Олимпиаде, проиграв ГДР в полуфинале, однако руководство сочло выступление приемлемым и даже добилось возрождения Высшей школы тренеров при ГЦОЛИФК, существовавшей в довоенные годы.
С 1980 года Колосков был вице-президентом ФИФА и председателем Комитета ФИФА по проведению футбольных турниров летних Олимпийских игр — фактически он стал преемником скончавшегося Валентина Гранаткина, также вице-президента ФИФА и председателя любительского Комитета ФИФА. В комитеты ФИФА тогда входили, как правило, высокопоставленные военачальники и богатейшие люди мира, и Колосков казался на их фоне исключением из правил. Начиная с 1982 года, он также работал в комитете ФИФА по безопасности и честной игре. Колосков был также председателем комитета ФИФА по проведению олимпийских турниров 1984, 1988, 1992, 1996 и 2000 годов; в 1986 году курировал в ФИФА развитие женского футбола; входил в организационные комитеты многих чемпионатов мира. В ФИФА Колосков был известен как близкий друг президента ФИФА Жоао Авеланжа и его преемника Йозефа Блаттера. В середине 1980-х годов он организовал даже визит Авеланжа и его семьи в СССР на Байкал, который был ознаменован рядом забавных ситуаций. В УЕФА Колосков проработал под руководством четырёх президентов: Артемио Франки, Жака Жоржа, Леннарта Юханссона и Мишеля Платини.
Сборная СССР вышла на чемпионат мира 1982 года, но выбыла на втором групповом этапе, упустив путёвку в полуфинал в борьбе против сборной Польши. По словам Колоскова, в тренерском штабе назрел раскол между Валерием Лобановским и Константином Бесковым по поводу тренировок, что привело к неудаче на втором групповом этапе. В 1986 году сборная снова сыграла на чемпионате мира в Мексике, причём отборочный турнир был пройден под руководством Эдуарда Малофеева, но перед финальным этапом Колосков добился назначения Валерия Лобановского на пост главного тренера. Команда, показав хорошую игру в групповом этапе, выбыла на стадии 1/8 финала после поражения от Бельгии со счётом 3:4 при крайне необъективном судействе. Футбольный турнир Олимпиады 1984 года советская команда бойкотировала по политическим соображениям, несмотря на настоятельные просьбы американских организаторов добиться от советской команды участия в играх. В том же 1984 году Колосков, пользуясь своими наработанными связями в ФИФА и своим опытом в футбольно-дипломатической деятельности, подготовил и представил заявку СССР на проведение чемпионата мира по футболу 1990 года, однако усилия Колоскова погубил как раз бойкот Олимпиады в Лос-Анджелесе, после которого голосование в ФИФА постановило отдать чемпионат мира Италии.

### Объединённый комитет

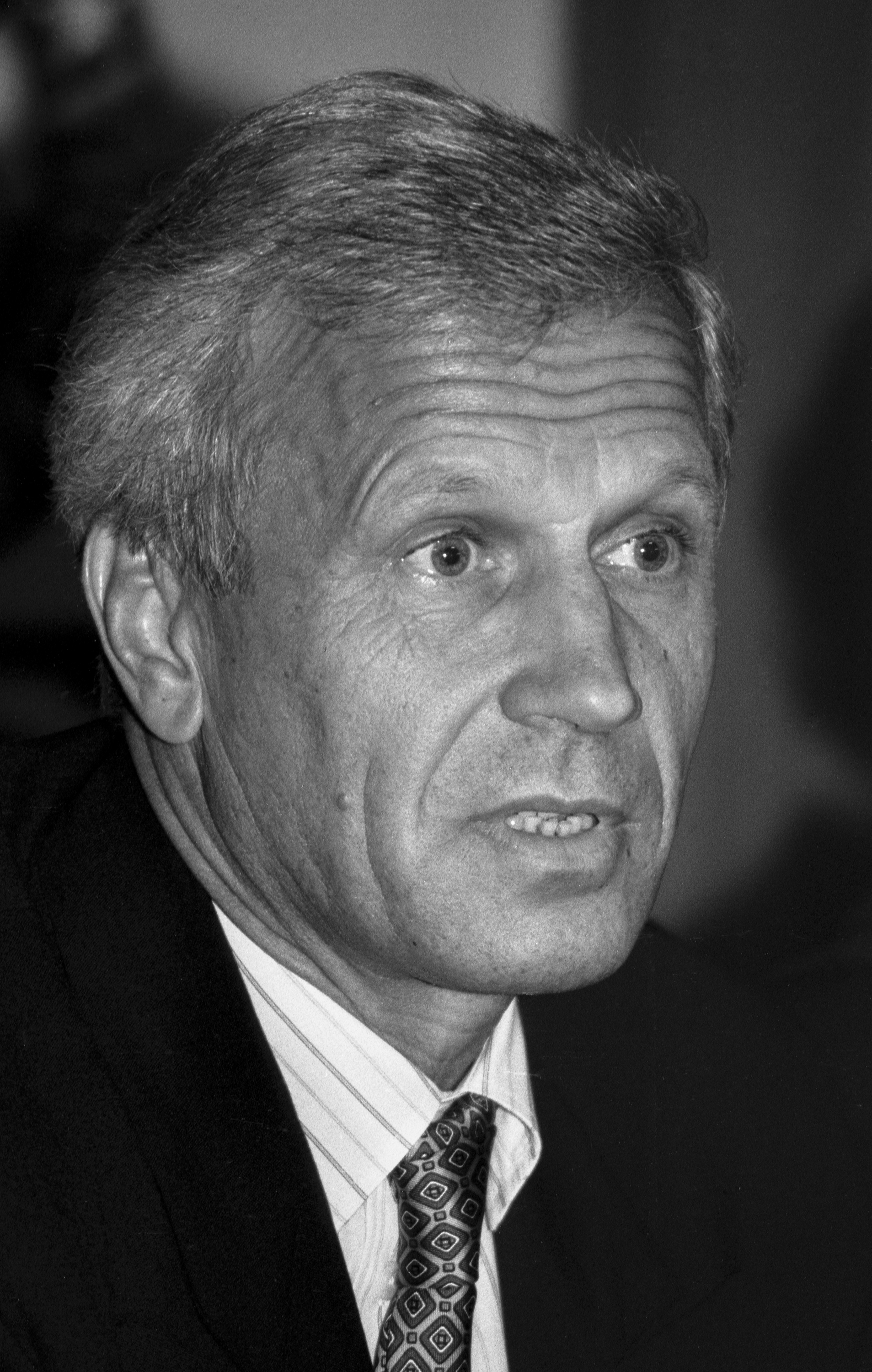
Декабрь 1991 года

Когда началась Перестройка, в Спорткомитете подали идею о реорганизации, необходимой для предотвращения развала системы национального футбола: в августе 1987 года управление футбола объединили с управлением хоккея в единое управление при Спорткомитете СССР, и Колоскова назначили на этот пост, несмотря на его возражения. Накануне решающих матчей хоккейного турнира зимних Олимпийских игр 1988 года Колосков по итогам работы комплексных научных групп решил предоставить команде больше времени для отдыха и уговорил тренировавших сборную Виктора Тихонова и Владимира Юрзинова отвезти команду в горы, чтобы та зарядилась положительными эмоциями: решение оправдало себя, и сборная СССР гарантировала себе золотые медали благодаря крупным победам над Швецией и Канадой. Футбольная же команда выиграла летние Игры в Сеуле, переиграв в финале Бразилию в дополнительное время со счётом 2:1, а также стала серебряным призёром чемпионата Европы в ФРГ, уступив Нидерландам в финале со счётом 0:2. За успехи сборной Колосков был награждён орденом Дружбы народов и вошёл в состав коллегии Госкомспорта СССР. По словам Колоскова, для него это был лучший год в его профессиональной деятельности. В те же годы Колосков занялся вопросами проведения так называемых «коммерческих игр», когда Федерация футбола СССР за участие сборной в товарищеских турнирах или выставочных матчах получала крупную сумму денег, выделяя до половины из неё в качестве премиальных для игроков.
Колосков на фоне новшеств Перестройки стал выступать за введение закона о профессиональном спорте, чтобы разрешить официально спортсменам выступать в иностранных командах и получать зарплату. Поводом к необходимости перевести спортивное хозяйство СССР на новую экономическую платформу стало бегство в США хоккеиста ЦСКА Александра Могильного после завершения выигранного советской сборной чемпионата мира 1989 года. Однако эту инициативу пресёк глава Марат Грамов, сославшись на и без того тяжёлое экономическое положение страны с задержкой зарплат и дефицитом в магазинах. В 1989 году в Спорткомитете СССР управление футбола и хоккея снова разделилось на два отдельных управления: Колосков возглавил управление футбола (Федерация футбола СССР с 1990 года). В состав советской делегации он не попал, занимаясь работой по линии ФИФА в группе F, матчи которой проходили в городах Палермо и Кальяри. После поражения сборной СССР от Аргентины и вылета советской команды с чемпионата мира Колоскова разбил радикулит, и ему предложили пройти лечение на базе сборной Англии. К тому моменту Колосков, получая новости об ухудшающейся экономической и политической ситуации в стране, уже осознавал, что будет нести ответственность не только за провал сборной на чемпионате мира, но и за все дальнейшие провалы, вызванные негативными изменениями в футбольной системе СССР. Самому же Колоскову приписывают обвинения первых советских легионеров в провальной игре на чемпионате мира: подобную версию отстаивал журналист Сергей Микулик.

## Президент РФС

### Сборная России как правопреемник

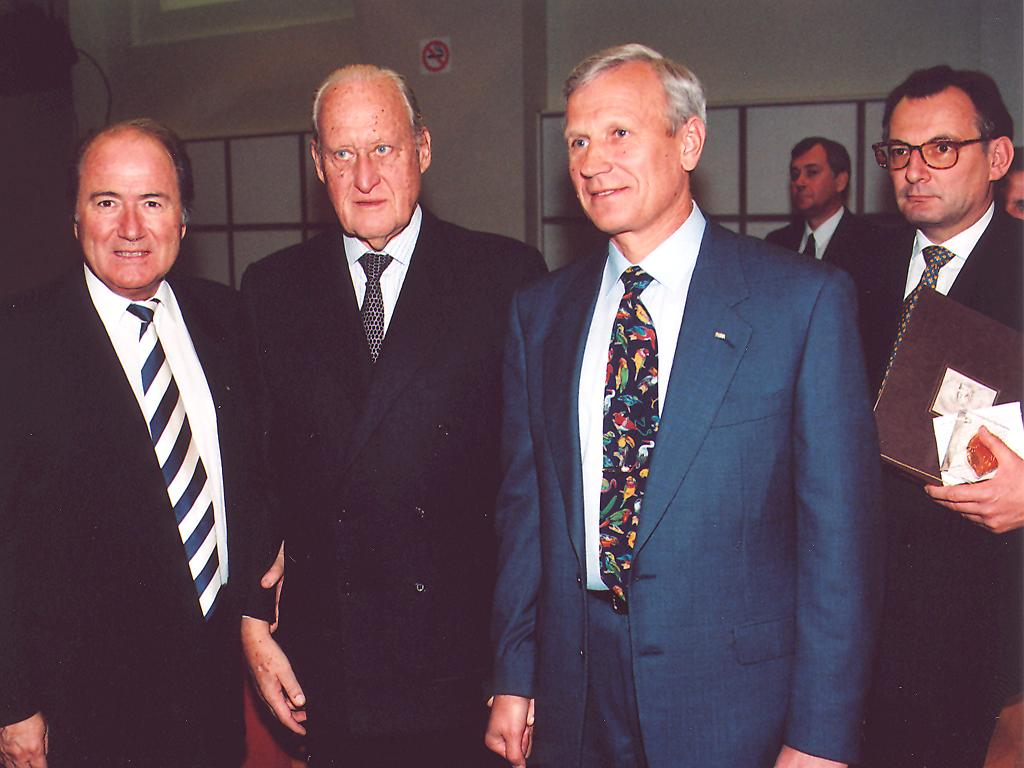
Генеральный секретарь ФИФА Йозеф Блаттер, президент ФИФА Жоао Авеланж и Вячеслав Колосков после вручения Авеланжу Международной Леонардо-премии (Москва, 1995)

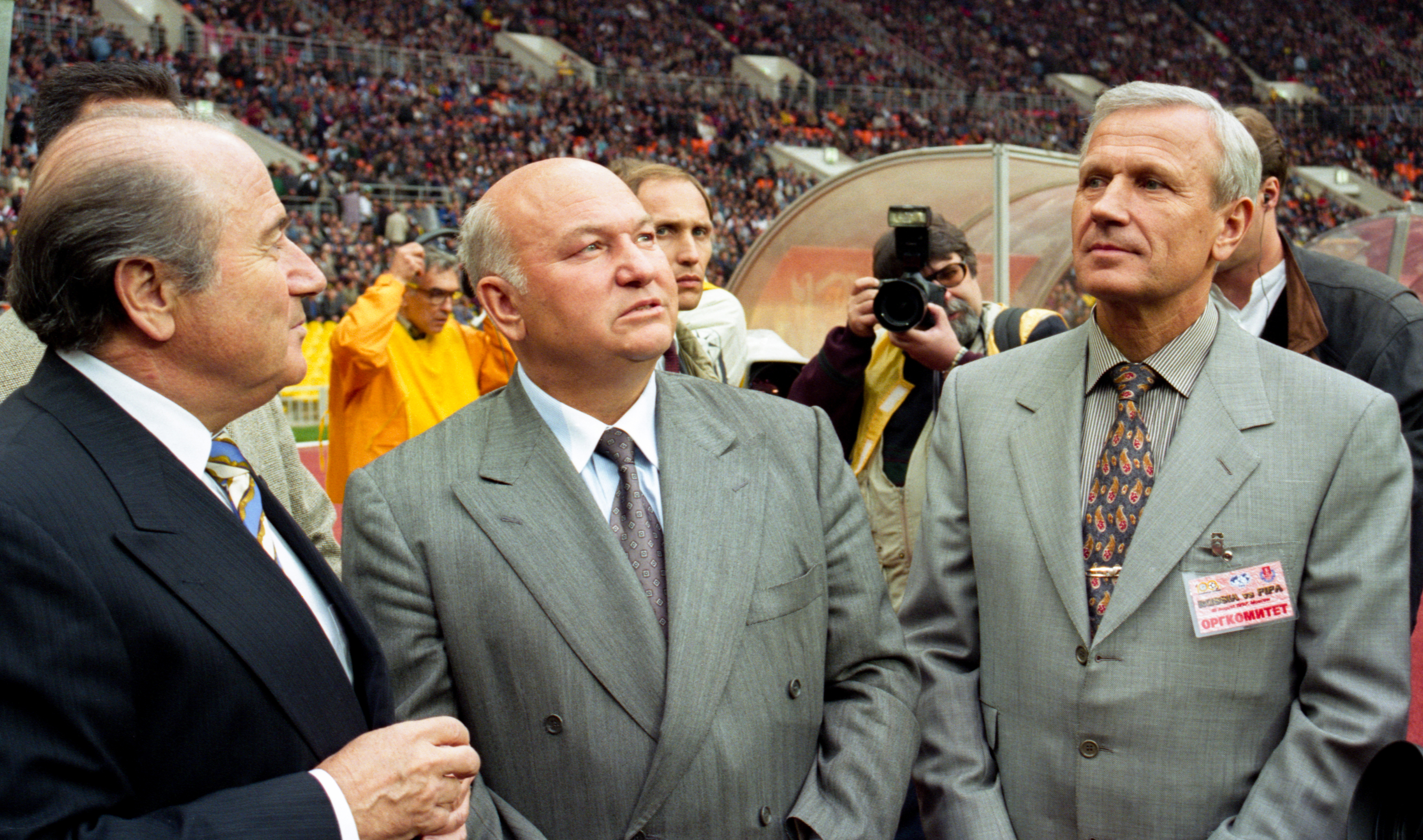
Йозеф Блаттер, Юрий Лужков и Вячеслав Колосков на открытии стадиона Лужники после реконструкции, 18 августа 1997 год

В 1992 году, после распада СССР и краха его футбольной системы, по инициативе Колоскова и благодаря принятым им мерам был учреждён Российский футбольный союз (РФС), президентом которого стал как раз Колосков, который обошёл 11 кандидатов в борьбе за этот пост. Тогда же была образована Профессиональная футбольная лига, президентом которой стал Николай Толстых, стоявший во главе московского «Динамо», а Колосков добился окончательного признания РФС как правопреемника Федерации футбола СССР. Деятельность Колоскова позволила добиться признания сборной России полноценным правопреемником футбольной сборной СССР: сопротивление генерального секретаря УЕФА Герхарда Айгнера удалось сломить благодаря налаженной работе Колоскова и президента УЕФА Леннарта Юханссона.
Колосков в интервью подмосковному телеканалу 360 рассказал, что договорился с Жоао Авеланжем, Йозефом Блаттером и Леннартом Юханссоном о создании временной Ассоциации футбольных федераций СНГ, необходимой для участия объединённой сборной в чемпионате Европы 1992 года — с учётом её членства в ФИФА аргументы Айгнера против участия команды СНГ были бы разбиты в таком случае. Айгнера удалось окончательно убедить только в обмен на распределение призовых пропорционально между странами, которые представляли игроки сборной СНГ (Россия, Украина, Беларусь, Грузия). Глава оргкомитета чемпионата Европы-1992, вице-президент УЕФА Николай Ряшенцев также был лично заинтересован в поездке команды СНГ на Евро. Благодаря работе Колоскова в итоге на чемпионат Европы 1992 года в Швецию удалось отправить сборную СНГ на правах правопреемницы сборной СССР, несмотря на развал страны (хотя Италия добивалась права попасть на Евро вместо сборной СССР).
В канун чемпионата Европы 1992 года Колосков предложил 25 тысяч долларов США каждому игроку сборной в обмен на выход из группы, обещая повысить размер премиальных в случае последующих успехов. Однако сборная провалилась на чемпионате, не выйдя из группы после двух ничьих против Германии (1:1) и Нидерландов (0:0) и поражения от Шотландии (0:3), с которым связывалось огромное количество слухов от психологической неготовности и немотивированности игроков до обвинений в возможной сдаче матча и невыполнений каких-то условий игроков по поводу премиальных. По воспоминаниям Колоскова, игравший за «Рейнджерс» Алексей Михайличенко был полностью уверен в победе над Шотландией, но у Колоскова появилось после этих слов дурное предчувствие; также, по его мнению, именно с Евро-1992 начались самые худшие времена в отечественном футболе. Он же в дальнейшем добился участия сборной России в отборочном турнире к чемпионату мира 1994 года как единственного правопреемника сборной СССР, выбив тем самым из игры почти все постсоветские республики, и сумел перевести в сборную России ряд игроков, которые формально могли выступать и за сборные бывших советских республик, но не получили от них приглашений. Но в связи с возникшим с первых моментов пребывания в РФС конфликтом с Николаем Толстых, президентом ПФЛ, Колосков нанял охрану во избежание подстраивания провокаций или даже покушения.

### Письмо четырнадцати
Однако его деятельность снова подверглась критике после окончания отбора к чемпионату мира: несмотря на итоговый выход в финальный этап, после проигранного со счётом 0:1 гостевого матча против Греции грянул скандал. Колосков раскритиковал игру сборной, заявив, что «им в Америке делать нечего» с такой игрой, в ответ на что игроки возмутились и отправили открытое письмо в РФС с требованиями сменить тренера сборной с Павла Садырина на Анатолия Бышовца, добиться улучшения материально-технического обеспечения сборной и увеличения размеров призовых за выход в финальную часть. По словам Колоскова, о письме с подобными призывами ему намекал Шамиль Тарпищев, однако президент РФС тогда отказался пойти на поводу у игроков. Масла в огонь подлило заявление Колоскова о том, что все игроки сборной должны играть на чемпионате мира в бутсах компании Reebok, с которой у РФС и у Олимпийского комитета России был действующий контракт: не выполнявших условия контракта игроков в сборную не включали.
В интервью 2003 года Колосков сказал, что это условие он поставил, только потому что иначе бы компания отказалась выделять средства для сборной в дальнейшем, но Reebok часто подводил российских спортсменов, поставляя им бракованную экипировку. Тех, кто пытался нарушить договор и приобрести другую экипировку, Reebok штрафовал на крупную сумму, вследствие чего команда не досчиталась премиальных. В декабре Колосков выступил с пресс-конференцией, заявив, что не намерен ставить интересы отдельных игроков выше интересов сборной, и в итоге семь человек вернулись всё же в сборную из числа подписавших письмо. Однако семь других игроков отказались ехать на чемпионат мира, а сборная в итоге из группы не вышла, вопреки ожиданиям болельщиков и экспертов: Колосков утверждал, что если бы не ситуация с «письмом четырнадцати», то сборная должна была бы попасть в призёры чемпионата мира 1994 года.

### Дальнейшая деятельность
Во время своей работы во главе РФС Колосков отвечал за стратегические вопросы развития российского футбола, за работу спортивных интернатов, сооружение и реконструкцию стадионов, построение связей клубов с общественностью и определением статуса игроков. Однако при любой серьёзной неудаче российского клуба в еврокубках или национальной сборной виновным считали именно Колоскова. Так, после провала на чемпионате мира 1994 года с подачи пресс-секретаря президента России Сергея Ястржембского пошли слухи об отставке Колоскова, вызванные якобы разговором президента МОК Хуана Антонио Самаранча и президента России Бориса Ельцина о необходимости увольнения «устаревших» футбольных руководителей. Тем не менее, на исполкоме РФС Колосков был переизбран, а в том же году организовал первый в России Исполком УЕФА, прошедший в Москве.
В течение первых «трёх—четырёх» лет работы Колоскова в РФС организованы 10 межрегиональных объединений (МРО) из порядка 96 федераций, которые курировали любительский футбол и по структуре были схожи с федеральными округами Российской Федерации, которые были образованы уже во время президентства Владимира Путина. Стараниями Колоскова удалось добиться проведения в Москве финала Кубка УЕФА 1999 года и финала Лиги чемпионов УЕФА 2008 года, а также улучшения материально-технического обеспечения РФС и продажи телевизионных прав на показ футбольных матчей так, чтобы РФС получал прибыль за показы матчей. По словам Колоскова, в своё время он оказал услугу Федерации футбола Украины, когда после личной просьбы президента Украины Леонида Кравчука убедил Исполком УЕФА отменить дисквалификацию киевского «Динамо» и вернуть клуб в розыгрыш Лиги чемпионов УЕФА сезона 1995/1996, за что его лично благодарил президент киевского клуба Григорий Суркис.
Однако сборная России при Колоскове продолжала показывать невыразительные результаты, провалившись на чемпионате Европы 1996 года в Англии (в отставку был отправлен Олег Романцев после решения исполкома от 11 июля 1996 года) и не попав на чемпионат мира 1998 года во Франции. 28 октября 1998 года Колосков был избран вице-президентом Олимпийского комитета России, получив 289 голосов из 296 возможных и фактически обеспечив себе переизбрание на должность президента РФС: по его словам, в кризисе из российского футбола была только национальная сборная. На самих выборах он получил 67 голосов против 8 в пользу Николая Толстых, хотя по ходу предвыборной кампании Толстых неоднократно предъявлял обвинения в адрес Колоскова, которые затем оглашались в программе «Совершенно секретно», а после выхода выпуска с Колосковым в РФС провела обыск налоговая полиция, которая в итоге не нашла никаких компрометирующих документов. Из пунктов предвыборной программы Колоскова выделялись выход сборной в четвертьфинал чемпионата мира 2002 и полуфинал чемпионата Европы 2004 года, выигрыш любого еврокубка до 2005 года с двумя выходами в финал и введение лимита на легионеров. 1 июля 2000 года Колосков был после двухлетнего перерыва переизбран в состав исполкома ФИФА, оставаясь в его составе до марта 2009 года; с апреля 1994 года и до 2009 года он также был членом исполкома УЕФА, где отвечал за проведение Кубка УЕФА как президент клубного комитета, был главой комитета УЕФА по честной игре; с 2000 года представлял исполком в Комитете по развитию футбола в отдельных регионах.
Сборная России, тем не менее, не квалифицировалась на чемпионат Европы 2000 года, несмотря на серию из шести побед подряд в 1999 году (в том числе над Францией в гостях 3:2) — Колосков расценил весь 1999 год как провал. Долгожданный выход на чемпионат мира 2002 года обернулся очередным невыходом из группового этапа при откровенно благоприятной для сборной жеребьёвке. Накануне чемпионата мира в Японии в разговоре с президентом России Владимиром Путиным Колосков выдвинул идею о закреплении за группами крупных компаний шефства над определёнными видами спорта, чтобы те финансировали соответствующие сборные, выступил за развитие массового спорта за счёт государственных средств, а развитие профессионального спорта возложил на частный капитал. В дальнейшем в 2003 году Колосков участвовал в представлении российской заявки на проведение чемпионата Европы 2008 года.
В разгар чемпионата мира 2002 года итальянская La Gazzetta dello Sport опубликовала досье генерального секретаря ФИФА Мишеля Цен-Руффинена, в котором тот, критикуя тогдашнего президента ФИФА Зеппа Блаттера за растраты и авторитарное управление, заявил, что Российский футбольный союз получил от ФИФА 80 тысяч долларов без согласования с финансовой комиссией, а сам Колосков в течение двух лет получал зарплату члена исполкома ФИФА в размере 100 тысяч долларов, даже не будучи в исполкоме. Блаттер в ответ заявил, что подобное было вызвано большой нагрузкой на Колоскова в связи с тем, что он провёл большую работу по созданию и привлечению к работе ФИФА новых футбольных федераций, появившихся после распада СССР.
В канун 2004 года Колосков в очередной раз участвовал в выборах президента РФС: его конкурентами были Владимир Потанин и Павел Бородин. Сам Колосков не рассчитывал на победу на выборах, поскольку российский футбол, по словам Вячеслава Фетисова, был «всё ещё в кризисном состоянии». Потанин в разговоре с Колосковым объяснил, что его кандидатуру попросили выставить Борис Грызлов и Вячеслав Фетисов, и предлагал в случае своей победы Колоскову остаться в РФС в качестве вице-президента. Однако Колосков отказался от предложения Потанина, а позже и Потанин, и Бородин сняли свои кандидатуры. В итоге Колосков был переизбран на пост президента РФС: из 97 членов исполкома только один воздержался.

### Отставка
2004 год стал провальным для российской сборной: команда не вышла из группы на чемпионате Европы 2004 года, а самому Колоскову в разговоре с Борисом Грызловым дали знать, что кредит доверия к президенту РФС может быть скоро исчерпан, хотя президент ОКР Леонид Тягачёв и председатель Госкомспорта Вячеслав Фетисов говорили, что отставка Колоскова не обсуждалась. Тренировавший сборную Георгий Ярцев после чемпионата Европы в отставку отправлен не был, что Колосков позже считал своей ошибкой. Поворотный момент наступил 13 октября 2004 года, когда сборная России потерпела крупнейшее в истории поражение от сборной Португалии со счётом 7:1 в рамках отбора на чемпионат мира 2006 года в Германию: критике подвергли игроков, тренерский штаб и руководство РФС, причём к критике присоединился Владимир Путин, назвавший игру и поведение позором. По словам Колоскова, после поражения в Лиссабоне 1:7 в его кабинете была установлена прослушка, а позже был проведён обыск с целью поиска компромата: в итоге материалов, компрометирующих Колоскова, так и не нашли. Колосков утверждал, что готов был покинуть пост в 2005 году в случае невыхода сборной на чемпионат мира в Германию (в итоге сборная не добралась даже до стыковых матчей), но утверждал, что в случае выхода сборной в финальный этап проработал бы на посту ещё год, а уже затем окончательно ушёл бы в отставку.
Ближе к концу 2004 года Колосков стал готовиться морально к своей отставке, признав, что «выработал свой ресурс» и не смог добиться со сборной России успехов. Он подготовил записку в адрес президента России Владимира Путина с указанием того, что нужно будет сделать следующему президенту РФС, чтобы вывести российский футбол из кризиса, и сообщил об отправленной записке Фетисову. Очередную конференцию РФС он пропустил, поскольку находился на лечении в Германии. С Вячеславом Фетисовым они договорились о подготовке конференции в запланированные сроки, согласно регламенту ФИФА, на которой и планировалось подробно объяснить дальнейшие действия Колоскова. Однако Фетисов сообщил раньше срока (в нарушение заключённой с Колосковым договорённости) о грядущей отставке президента РФС, чему сам Колосков был крайне недоволен. 8 ноября 2004 года Колосков заявил, что будет сначала обсуждать ситуацию с Фетисовым и уже потом официально принимать решение о своём уходе.
После командировки в Таиланд и возвращения в Москву он встретился с главой Администрации Президента Дмитрием Медведевым, обсудив с ним вопрос о преемнике и перечислив несколько кандидатур, среди которых был сенатор от Санкт-Петербурга, президент Премьер-лиги и бывший президент ФК «Зенит» Виталий Мутко. Через три недели после встречи Медведев в телефонном звонке заявил, что Администрация Президента будет рассматривать кандидатуру Мутко в качестве преемника, и призвал ждать звонка от Владислава Суркова касательно последующих выборов. Во время проходившего с 15 по 23 января 2005 года на Кубке Содружества Колосков представил президенту ФИФА Зеппу Блаттеру Виталия Мутко в качестве реального кандидата на победу на следующих выборах президента РФС. Среди иных кандидатур был генеральный директор РФС Александр Тукманов, однако его кандидатуру фактически исключили после того, как он публично раскритиковал идею Бориса Грызлова собрать представителей регионов в Думе и объяснить им, кого надо поддержать на следующих выборах президента РФС. 27 января Колосков официально попросил исполком РФС о досрочном прекращении своих полномочий и проведении выборов нового президента РФС.
2 апреля 2005 года на внеочередной конференции РФС Колосков объявил официально о своей отставке, признав факт наличия серьёзных нерешённых проблем в российском футболе. Он заявил о том, что «российский футбол болен» и ему нужен «другой Доктор», обыграв обращение «доктор», которое услышал первоначально от своих коллег в ФИФА и УЕФА в первые годы пребывания в исполкоме и которое позже стало нарицательным и характерным в отношении Колоскова от иностранцев. Его преемником стал Виталий Мутко. После ухода с поста президента РФС Колосков получил пост почётного президента РФС, который ему предоставил Сурков. Однако при этом ряд его сторонников (Александр Тукманов, Владимир Радионов и Алексей Парамонов) были уволены после смены руководства РФС. Также он остался почётным членом Международного олимпийского комитета, УЕФА и ФИФА (из исполкомов ушёл в 2009 году: 25 марта из УЕФА, 2 июня — из ФИФА).
В дальнейшем он участвовал в подготовке российской заявки на чемпионат мира по футболу 2018, организовав встречи со всеми членами Исполкома ФИФА и внеся тем самым важный вклад в её итоговую победу, а также разработке первого проекта единой лиги российских и украинских клубов. В интервью 2013 года заявлял, что посещает матчи Премьер-Лиги, сборной России и подмосковного «Торпедо» в ФНЛ как болельщик.

## Мнения о деятельности

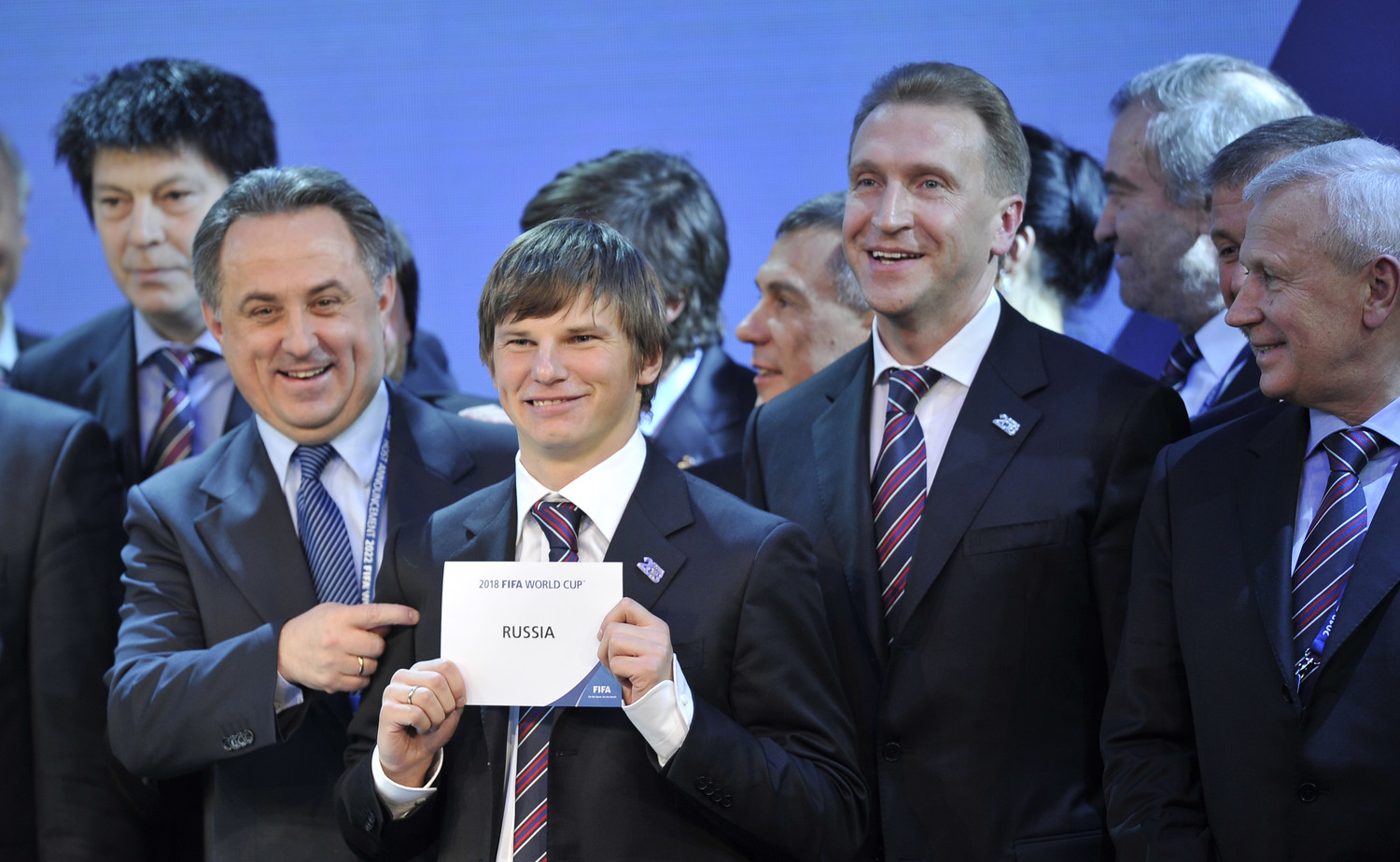
Колосков (крайний справа) на выборе России, как «хозяйки» чемпионата мира 2018

За всё время своей работы как футбольного функционера с 1979 по 2005 годы Колосков приобрёл большой авторитет в мировом футболе и его управленческих структурах (ФИФА и УЕФА), будучи членом исполкомов этих организаций и неоднократно встречаясь с государственными лидерами многих стран мира как представитель советского и российского футбола. Колоскова называли в шутку «непотопляемым» в связи с тем, что он проработал при четырёх генсеках ЦК КПСС и двух президентах России, оставаясь во главе советского и российского футбола вне зависимости от обстоятельств, сопутствовавших различным скандалам, причём сам Колосков нередко удивлялся тому, что оставался на посту президента РФС в кризисных ситуациях, поскольку ждал часто давления со стороны административного ресурса. Колосков поддерживал тёплые отношения со всеми тренерами сборной России по футболу, за исключением Анатолия Бышовца; участвовал в организации международных турниров в России, включая Финал Кубка УЕФА 1999, финал Лиги чемпионов УЕФА 2008 и чемпионат мира 2018 года. За время своей работы в исполкомах ФИФА и УЕФА он установил хорошие отношения с президентом ФИФА Жоао Авеланжем и президентом УЕФА Леннартом Юханссоном.
Однако деятельность Колоскова у руля советского и российского футбола постоянно подвергалась критике. Ему в вину ставили расцвет коррупции в российском футболе, недостаточную защиту интересов России в международных организациях, членом которых он являлся, и слабые выступления сборной России на международных турнирах: начиная с 1990 года, команда или не попадала в финальную часть чемпионата Европы или чемпионата мира, или попадала, но проваливалась на групповом этапе, хотя в финальных этапах турниров для сборной выбирались базы с отелями и тренировочными полями высокого класса. Особенно яростно его критиковал Николай Толстых, противившийся решению создать независимую от ПФЛ российскую футбольную премьер-лигу. Газета «Гол» утверждает, что фамилия Колоскова долгое время ассоциировалась с советским футболом и «навевала ностальгические воспоминания о 80-х годах», а также, что именно в период правления Колоскова российский футбол стали тесно связывать с различными криминальными структурами: тогда в чемпионате России некоторые матчи стали характеризоваться как «договорные». Сам Колосков утверждал, что футбол был криминализирован именно в начале 1990-х годов, когда преступные группировки сами финансировали футбольные команды, но позже усилиями ПФЛ с этими сомнительными источниками финансирования удалось покончить.
Одним из ярых противников Колоскова был Анатолий Бышовец: Колосков изначально хлопотал о его назначении главным тренером олимпийской сборной СССР, а затем и тренером основной сборной, высоко оценивая методы его работы и подход к организации игры. Но перед чемпионатом Европы 1992 года Колосков вступил с ним в конфликт по поводу выплаты игрокам половины от премиальных за выход на чемпионат Европы — суммы в 2 миллиона швейцарских франков. Всю сумму нужно было перевести через три месяца после турнира, но игроки якобы потребовали половину от этой суммы перевести им немедленно перед стартом турнира (по 60 тысяч франков на человека), угрожая бойкотировать матчи. Уже после турнира сами игроки говорили, что РФС в знак протеста против подобной инициативы хотел сократить итоговый размер премиальных, но Бышовец не позволил изменить условия, вследствие чего его отношения с Колосковым испортились. Масла в огонь, по словам Колоскова, добавили также «изолирование» Бышовцем игроков команды и желание Бышовца уехать за границу после чемпионата Европы, хотя чиновники пытались переубедить тренера. В скандально известном «Письме четырнадцати» от 1993 года игроки сборной России потребовали назначить Бышовца главным тренером, считая, что Павел Садырин не защищает их интересы, но Колосков не позволил этому осуществиться. Наконец, Колосков выступал против назначения Бышовца тренером сборной в 1998 году: перед исполкомом РФС, где решался вопрос о преемнике Бориса Игнатьева на посту сборной, Колоскова дважды приглашали в Белый дом и знакомили с решением правительства, хотя он всячески выступал против подобного назначения. Отставки Бышовца он добился только после того, как сборная проиграла все шесть матчей, в которых с ней работал Бышовец.
По мнению журналиста Игоря Рабинера, Колосков стал известен как «безумно невезучий» руководитель, который в некоторых случаях просто не мог изменить ситуацию, вышедшую из-под его контроля. Первая победа российского (не советского) клуба в еврокубках, одержанная в 2005 году ЦСКА в финале Кубка УЕФА, случилась уже после отставки Колоскова и избрания Виталия Мутко, хотя победу предопределила именно структура РФС, заложенная при Колоскове. В интервью журналу «Футбол — Хоккей» 2005 года Колосков заявил, что был морально готов к тому, что дальнейшую отборочную кампанию к чемпионату мира поведут уже без него, а все последующие возможные успехи российских клубов и национальных сборных России будут связывать отнюдь не с работой Колоскова.

## Личная жизнь

### Семья
Супруга — Татьяна Григорьевна Аронова (род. 1947), кандидат исторических наук, работала в школе и в Государственном историческом музее имени В. И. Ленина, после распада СССР была назначена его директором. Свадьбу сыграли 31 августа 1967 года: за неделю до свадьбы в матче команды воспитателей пионерского лагеря Колосков получил перелом обеих лодыжек, однако свадьбу не отменил.
- Старший сын — Вячеслав (род. 15 августа 1969 года). Окончил футбольный интернат с золотой медалью, играл за дубль ЦСКА, службу проходил в спортивной роте[122]; играл за смоленскую «Искру» и люберецкий «Прометей»[124]. После демобилизации поступил на экономический факультет МГУ и окончил его с отличием[125]. Женился в 1991 году[11]. Занимал пост заместителя генерального директора[126] и вице-президента финансово-промышленной компании «Интерхимпром»[1], позже стал работать в системе «Метростроя»[43]. Игрок любительской команды «Металлоинвест»[127].
- Младший сын — Константин (род. 1974), воспитанник московской футбольной школы ЭШВСМ, играл за юношескую сборную СССР. В возрасте 15 лет уехал в США, где окончил школу в Лонг-Бич (штат Миссисипи) и даже играл за школьную футбольную команду. По окончании школы он поступил в Университет Нотр-Дам, где изучал финансовое и банковское дело[128]. За футбольную команду университета Константин играл в 1993—1996 годах[129][130] и выиграл чемпионат округа, дойдя до финала одной из студенческих лиг[1]. Женился в 2000 году[11]; в том же году числился финансовым директором Федерации футбола США[37]. Работал биржевым трейдером в Чикаго[1], позже вернулся в Москву[43].
  - Внук — Никита Вячеславович Колосков (род. 15 ноября 1992 года)[131][37], игрок любительской команды «Металлоинвест»[132].
  - Также есть внучка Констанция (род. 2005)[11], внуки Рафаэлль (род. 2008) и Софья (род. 2010)[1].

### Хобби и увлечения
В своё время на досуге Колосков играл полузащитником в футбольной команде правительства Москвы. Любит беговые лыжи (имеет первый разряд), горные лыжи, теннис. Среди своих интересов называет поэзию и эстрадную музыку: Колосков был знаком с рядом советских актёров и певцов, которые нередко выступали перед хоккеистами и даже ездили на матчи в качестве болельщиков.
В 2008 году он выпустил автобиографию «В игре и вне игры»: по мнению Игоря Рабинера, книгу помогал составлять журналист, плохо знакомый со спортом, вследствие чего в некоторых главах встречались противоречившие реальным фактам утверждения. Колосков является автором более чем 50 публикаций, в том числе двух монографий по хоккею:
- В. И. Колосков, В. П. Климин. Подготовка хоккеистов: Техника, тактика. — М.: Физкультура и спорт, 1981. — 200 с.
- В. П. Климин, В. И. Колосков. Управление подготовкой хоккеистов. — М.: Физкультура и спорт, 1982. — 271 с.

### Общественно-политическая деятельность
Колосков состоял в КПСС, причём за год до чемпионата мира 1982 года он получил строгий выговор по партийной линии и чуть не лишился партбилета: поводом стали незаконные доплаты игрокам куйбышевских «Крыльев Советов», которые те получали от местного авиационного завода. Хотя Колосков не обнаружил доказательств в открытых источниках (к ряду документов предприятия его просто не допустили), ему вынесли строгий выговор по обвинению в сознательном введении в заблуждение ЦК КПСС. Выговор лишал Колоскова права поездки на чемпионат мира в Испанию, однако незадолго до старта турнира выговор сняли.
В 1984 году, возвращаясь из Лос-Анджелеса в Москву, Колосков купил ряд сувениров, среди которых оказались два тома стихов Осипа Мандельштама, выпущенные издательством «Посев», публиковавшим антисоветскую литературу. На таможне это расценили как ввоз контрабанды отчасти по той причине, что незадолго до возвращения был арестован администратор при управлении футбола Валентин Герасимов за продажу комплекта новой формы одному из клубов. Колосков доказывал парткому Госкомспорта, что не собирался заниматься антисоветской пропагандой, и в итоге он ограничился очередным строгим выговором с формулировкой «за ввоз в страну запрещённой литературы», который опять же сняли досрочно накануне следующего футбольного чемпионата мира.
В дальнейшем Колосков ещё долго держал партбилет в сейфе. В 1996 году накануне чемпионата Европы от игроков сборной и РФС якобы потребовали подписать письмо в поддержку действовавшего президента России Бориса Ельцина в связи с шедшей предвыборной гонкой, однако Колосков отказался наотрез это делать, заявив, что сборная не является объектом политических игр. В то же время тренер сборной Олег Романцев и её администратор Сергей Хусаинов по инициативе Шамиля Тарпищева согласились сделать фотомонтаж в виде сборной России на фоне флага с Ельцином посередине и надписью «Футболисты России — за Ельцина», получив за это сумму в 2,5 миллиона долларов от фонда спорта, чем крайне возмутили Колоскова. Сам Колосков уверял, что старался отмежеваться от всякого влияния политических партий и не допускать принятия решений РФС в угоду той или иной партии.

## Награды
Колосков отмечен следующими наградами:
- Орден «За заслуги перед Отечеством» III степени[139] (12 июня 2001 года) — за большой вклад в развитие отечественного футбола[140]
- Орден «За заслуги перед Отечеством» IV степени[139] (4 сентября 1997 года) — за заслуги перед государством, большой вклад в развитие физической культуры и спорта и в связи со 100-летием отечественного футбола[141]
- Орден Александра Невского (5 июня 2021 года) — за большой вклад в развитие и популяризацию отечественного футбола, укрепление международного спортивного сотрудничества[142]
- Орден «Знак Почёта»[139] (1980 год)
- Орден Дружбы народов (1989 год)[143]
- Заслуженный работник физической культуры РСФСР
- Серебряный Олимпийский орден[139] (Международный олимпийский комитет, 1992 год)[144]
- Золотой орден ФИФА «За заслуги»[англ.][139] (1998 год)[145]